# وو چی‌کونگ
وو چی‌کونگ (ویتنامی: Võ Chí Công؛ زادهٔ ۷ اوت ۱۹۱۲ – درگذشتهٔ ۸ سپتامبر ۲۰۱۱) یک سیاست‌مدار اهل ویتنام که از ۱۹۸۷ تا ۱۹۹۲ رئیس‌جمهور این کشور بود. وو چی‌کونگ در ۸ سپتامبر ۲۰۱۱ در سن ۹۹ سالگی درگذشت.